# Maria Kaczyńska

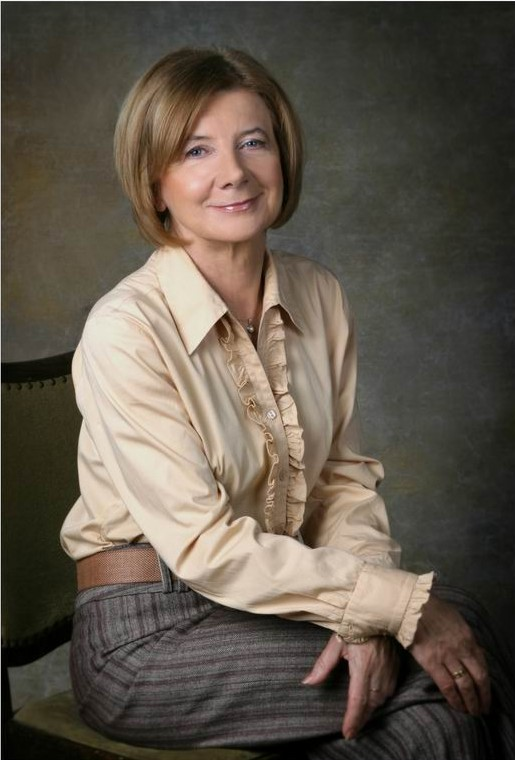
Maria Kaczyńska

Maria Helena Kaczyńska, född Mackiewicz 21 augusti 1942 i Machowo (då tillhörande Kujavien-Pommerns vojvodskap, Polen, nu tillhörande Belarus), död 10 april 2010 i Smolensk, var Polens första dam från 2005 till sin död. Hon var gift med Polens president Lech Kaczyński. Båda makarna omkom i flygolyckan i Smolensk.
Hon var dotter till Lidia och Czesław Mackiewicz. Fadern var en motståndskämpe i Hemmaarmén AK i Vilnius. Hon gick i skola i Rabka och studerade transportekonomi och utrikeshandel i Sopot. Maria och Lech Kaczyński gifte sig år 1978 och de fick dottern Marta i juni 1980.